# 中华类斯科蛛
中华类斯科蛛（学名：Scotophaeoides sinensis）为平腹蛛科类斯科蛛属的动物。在中国大陆，分布于广州等地。该物种的模式产地在广州。
其种加词“sinensis”意为“中华的”。